# Album al numero uno nella Billboard 200 nel 2015

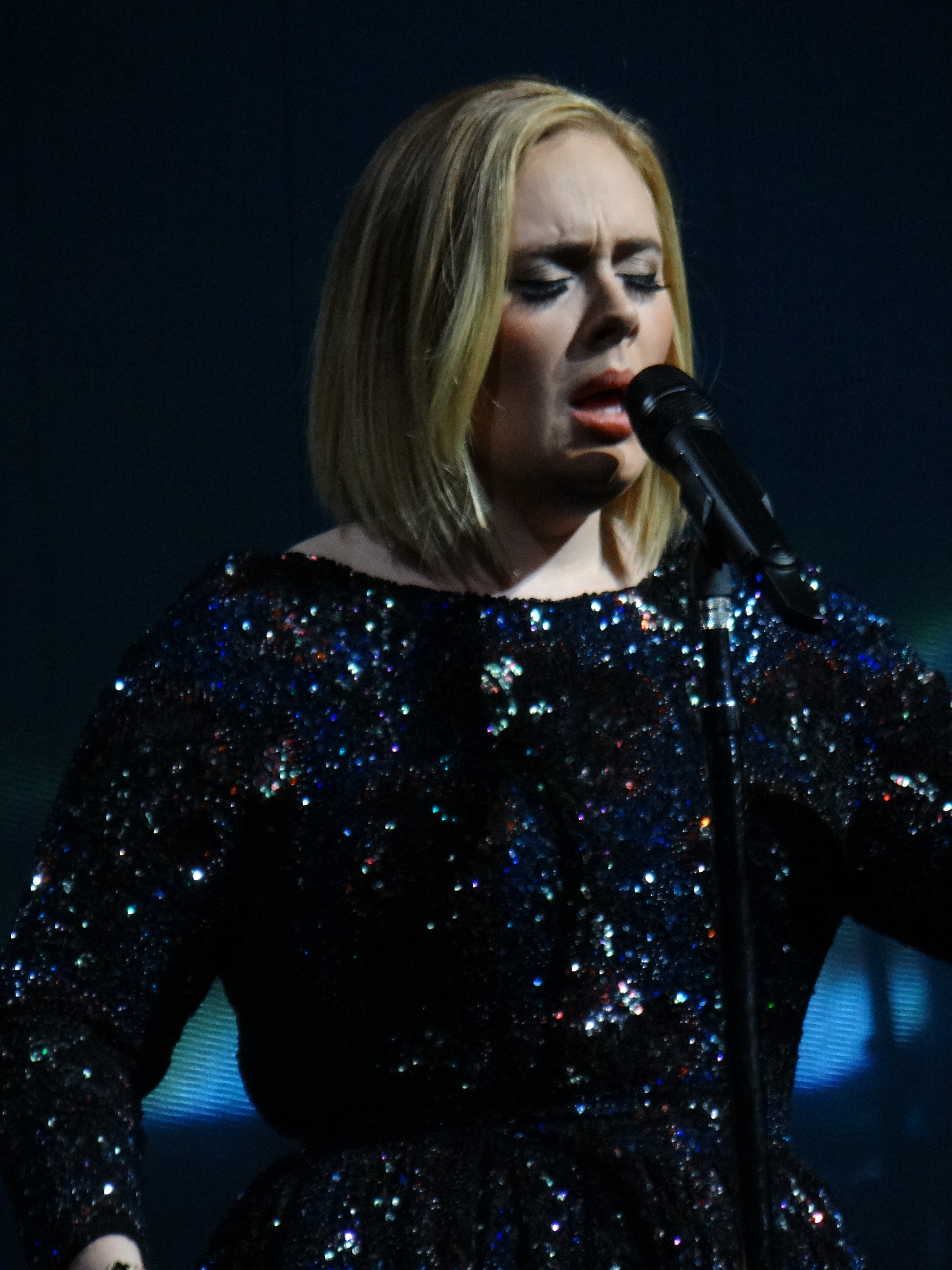
25, terzo album in studio della cantante britannica Adele, è stato l'album più venduto e quello con le vendite più rapide del 2015, rimanendo in vetta alla Billboard 200 per le ultime tre settimane dell'anno.

Di seguito è proposta la lista degli album al numero uno nella Billboard 200 nel 2015. La Billboard 200 è una classifica musicale che considera gli album e gli EP più di successo negli Stati Uniti. I dati vengono raccolti dalla compagnia Nielsen SoundScan e, in seguito, la classifica finale viene pubblicata settimanalmente dalla rivista Billboard. La classifica si basa sulle unità equivalenti ad album, che includono le vendite fisiche, le vendite digitali e lo streaming sulle piattaforme online delle singole tracce di un album.

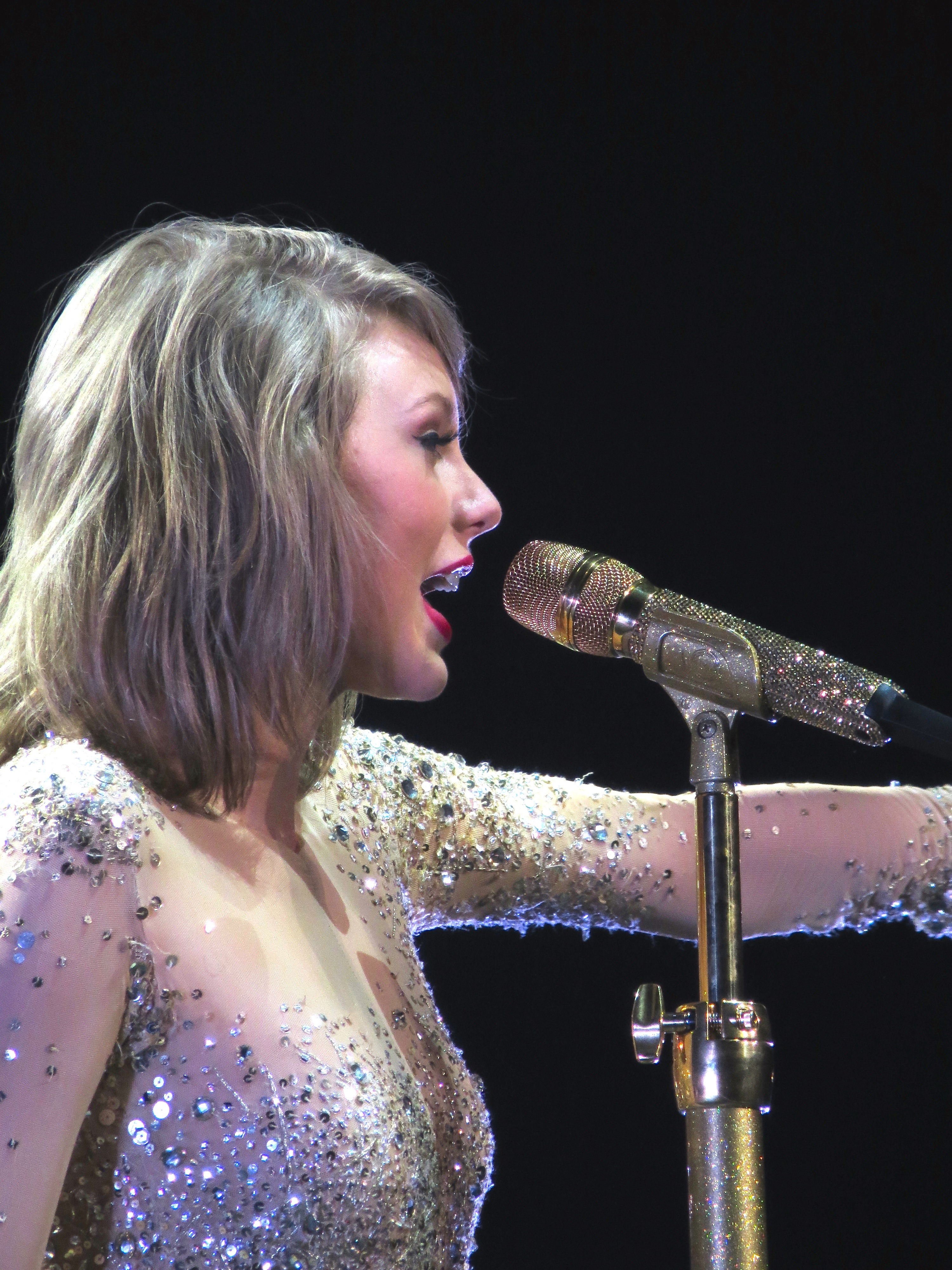
1989, il quarto album in studio della cantante Taylor Swift, è stato l'album con le migliori prestazioni del 2015. L'album ha passato un totale di 11 settimane alla prima posizione (5 nel 2014 e 6 nel 2015).

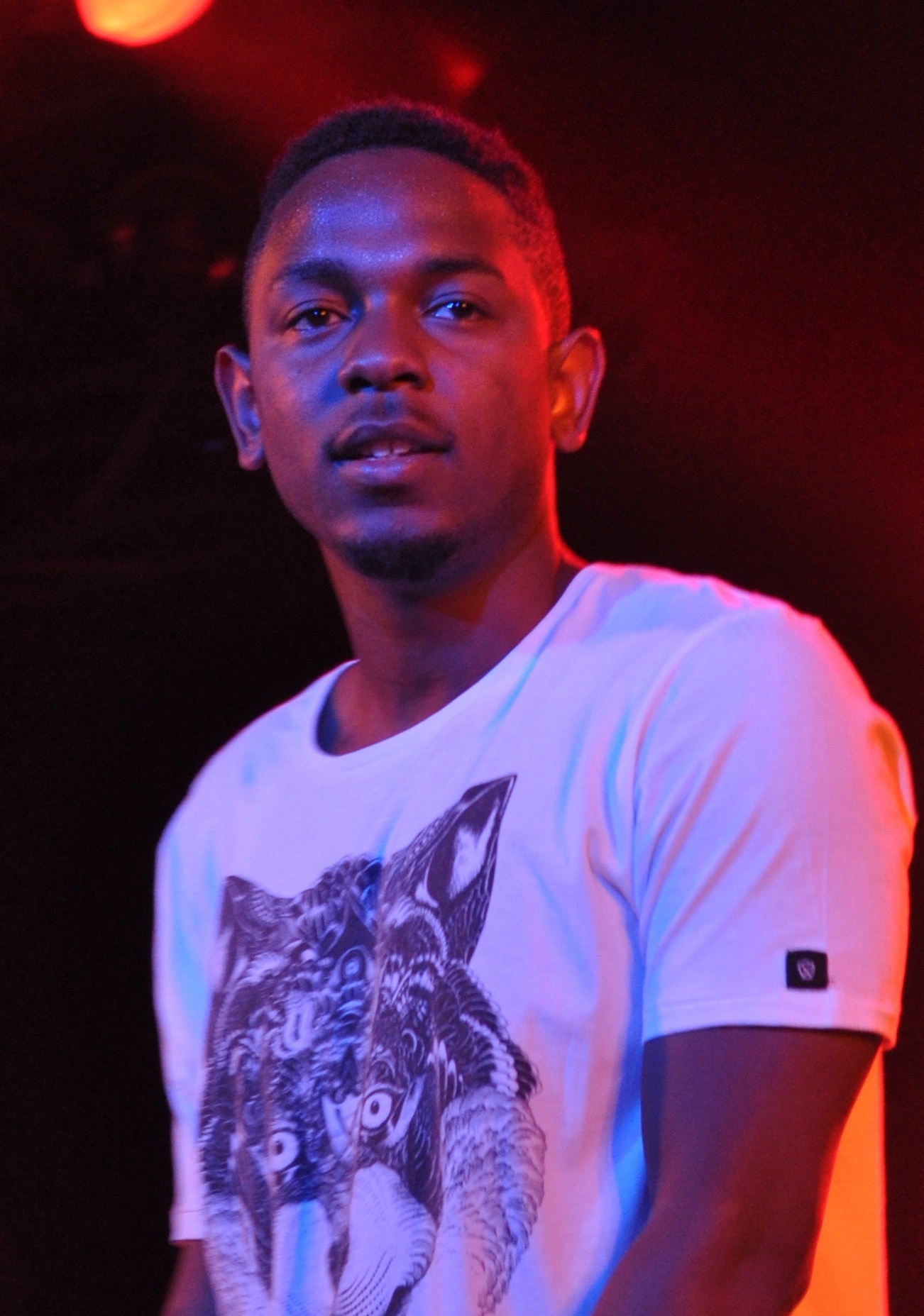
Il rapper Kendrick Lamar ha ottenuto il suo primo album numero uno grazie a To Pimp a Butterfly.

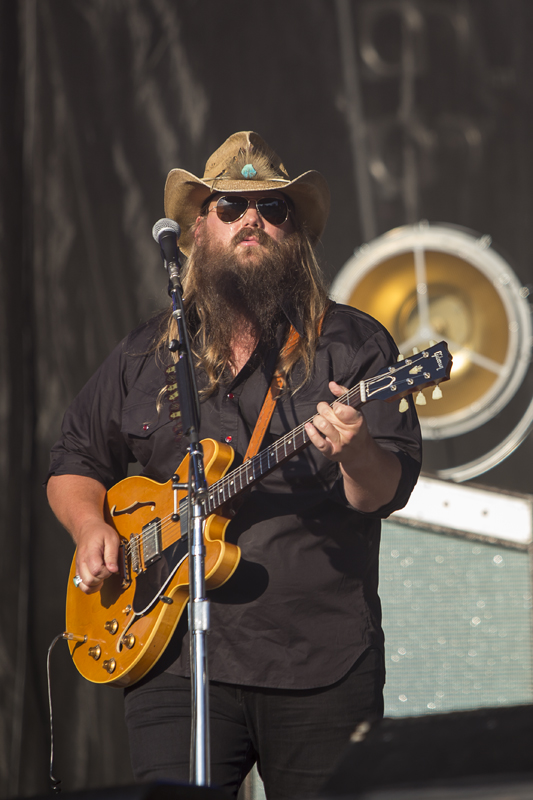
Il cantante country Chris Stapleton è rimasto due settimane consecutive in vetta alla classifica con il suo album Traveller.

Durante il 2015, 39 album hanno raggiunto la prima posizione della Billboard 200. Di questi, solamente l'album 1989 della cantante americana Taylor Swift aveva iniziato il suo dominio alla fine del 2014. Inoltre, 1989 è stato l'album con la più lunga permanenza alla prima posizione con 11 settimane totali (5 nel 2014 e 6 nel 2015). L'album è stato anche il secondo più venduto dell'anno, subito dietro 25 della cantante britannica Adele che è riuscita a ottenere il maggior numero di vendite del 2015 nelle ultime tre settimane dell'anno. 1989 si è, inoltre, posizionato alla prima posizione della classifica di fine anno, Billboard 200 Year-End, per aver ottenuto le migliori prestazioni basate sugli indicatori di Billboard. If You're Reading This It's Too Late, mixtape del rapper canadese Drake, è diventato il terzo album più venduto del 2015 con 535.000 unità vendute, delle quali 495.000 corrispondenti a vendite fisiche.

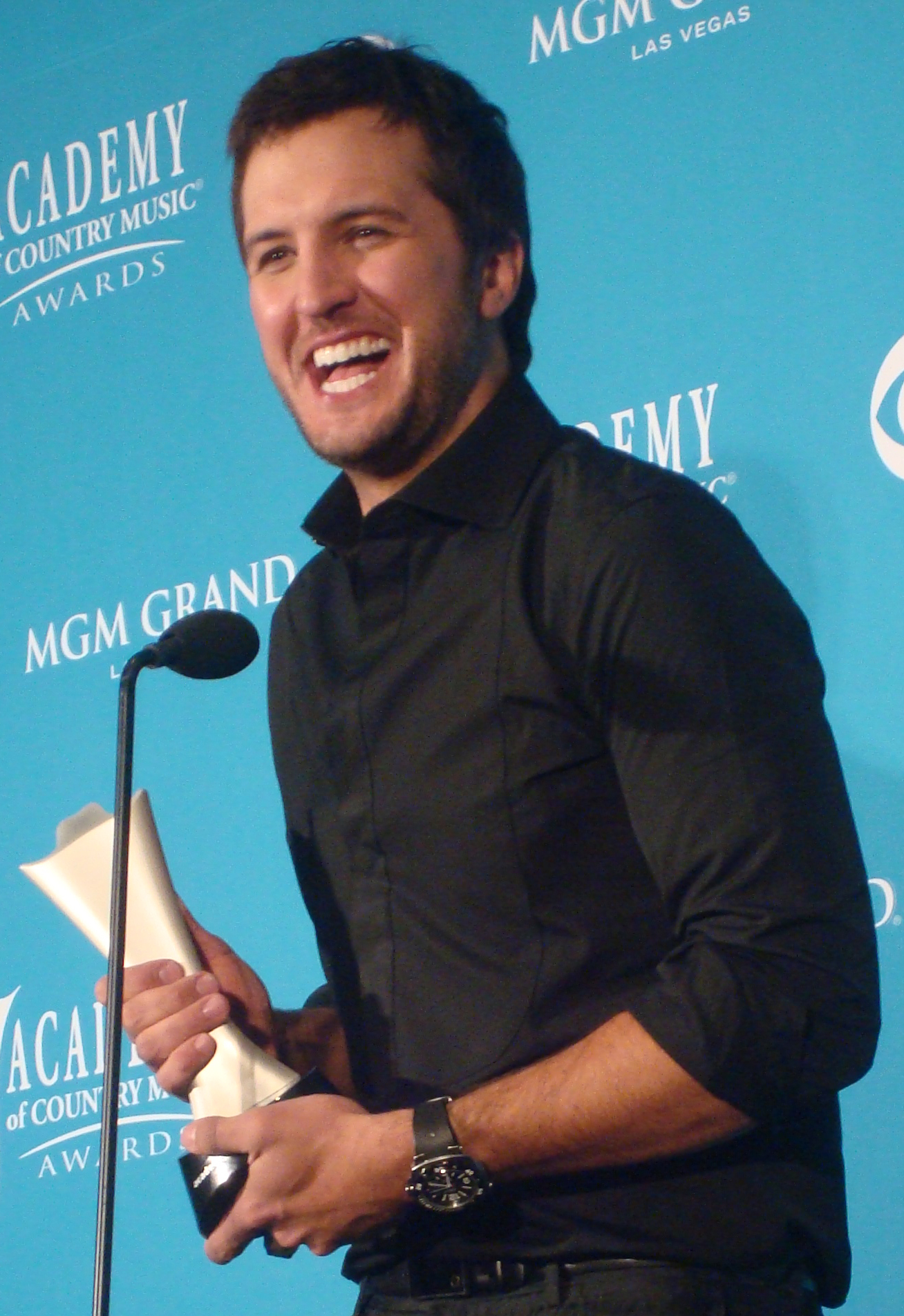
Kill the Lights, album del cantante Luke Bryan, ha passato due settimane consecutive in vetta alla Billboard 200.

Durante il 2015 solamente 8 album hanno speso più di una settimana alla prima posizione della classifica, ovvero: 1989 di Taylor Swift, 25 di Adele, If You're Reading This It's Too Late di Drake, To Pimp a Butterfly di Kendrick Lamar, Dreams Worth More Than Money di Meek Mill, Kill the Lights di Luke Bryan, Beauty Behind the Madness di The Weeknd eTraveller di Chris Stapleton.
Drake e Future sono gli unici due artisti ad avere avuto più di album alla prima posizione durante il 2015, riuscendoci rispettivamente con If You're Reading This It's Too Late e What a Time to be Alive, e con DS2 e lo stesso What a Time to be Alive.

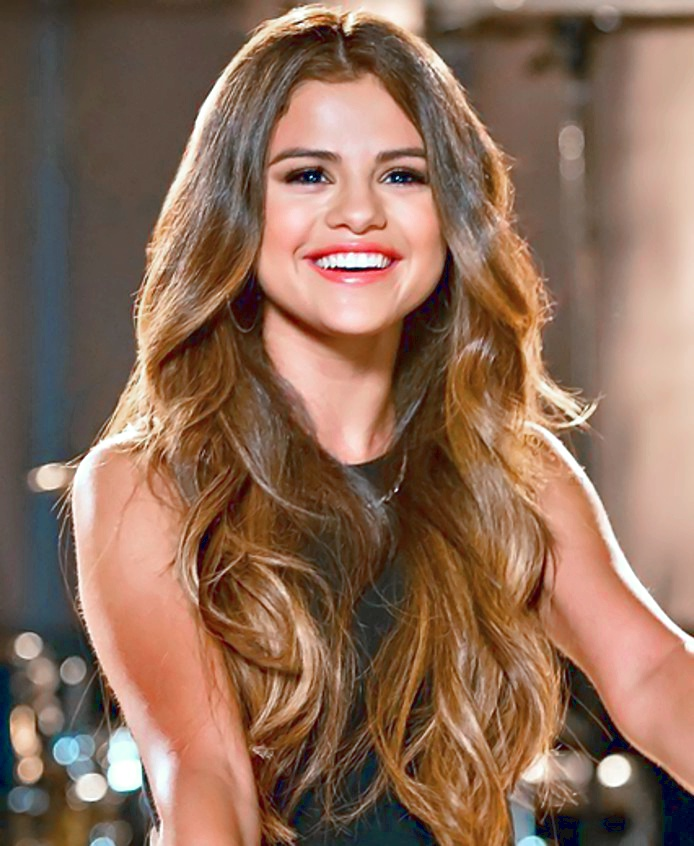
La cantante pop Selena Gomez ha ottenuto il suo secondo album numero uno grazie a Revival.

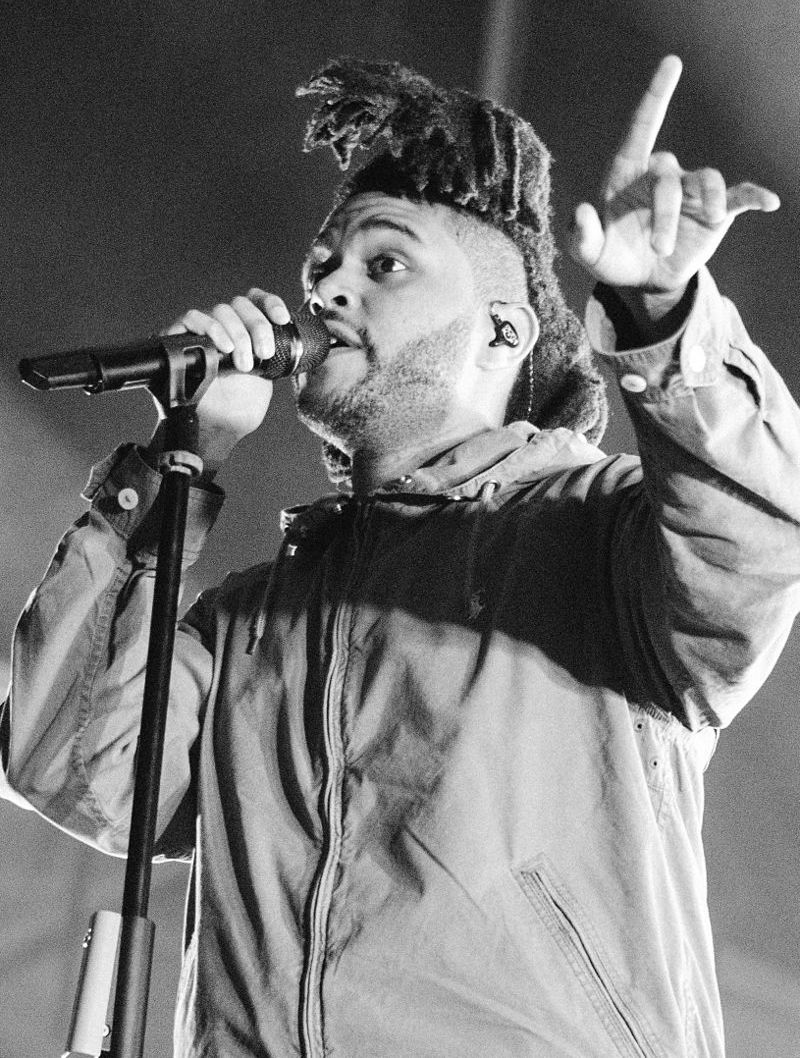
Il cantante canadese The Weeknd ha ottenuto il suo primo album al numero uno negli Stati Uniti, con il suo secondo album in studio Beauty Behind the Madness.

25 di Adele ha venduto 1.9 milioni di copie in soli due giorni dalla pubblicazione sold 1.9 e 2.3 milioni dopo tre giorni, diventando l'album più venduto e quello con le vendite più rapide del 2015. L'album raggiunse le 2.433 milioni di copie il quarto giorno, superando il record degli NSYNC con l'album No Strings Attached, che nel marzo 2000 debuttarono con 2.416 milioni di copie. Nel suo quinto giorno, 25 aveva già venduto più di 2.8 milioni di copie, delle quali 1.45 milioni erano copie digitali, infrangendo il record per il maggior numero di vendite digitali in una settimana. In totale, l'album ha venduto 3.38 milioni di copie in una settimana negli Stati Uniti, diventando il primo album a vendere almeno 3 milioni di copie in una sola settimana e il secondo in generale a superare 2 milioni di copie vendute.
Dal luglio 2015, la Billboard 200 considera i suoi dati dal venerdì (nell'industria musicale, coincidente con le date di uscita globale), terminando il giovedì successivo.

## Billboard 200
| † | Indica l'album con le migliori prestazioni del 2015. |

| Data | Album                                               | Artista                   | Tot. sett. #1 | Unità vendute | Fonti  |
| --- | --------------------------------------------------- | ------------------------- | ------------- | ------------- | ------ |
| 3 gennaio                                                                                                 | 1989 †                                              | Taylor Swift              | 11            | 375.000       | [ 12 ] |
| 10 gennaio                                                                                                | 1989 †                                              | Taylor Swift              | 11            | 430.000       | [ 13 ] |
| 17 gennaio                                                                                                | 1989 †                                              | Taylor Swift              | 11            | 244.000       | [ 14 ] |
| 24 gennaio                                                                                                | 1989 †                                              | Taylor Swift              | 11            | 155.000       | [ 15 ] |
| 31 gennaio                                                                                                | Title                                               | Meghan Trainor            | 1             | 238.000       | [ 16 ] |
| 7 febbraio                                                                                                | American Beauty/American Psycho                     | Fall Out Boy              | 1             | 218.000       | [ 17 ] |
| 14 febbraio                                                                                               | 1989 †                                              | Taylor Swift              | 11            | 101.000       | [ 18 ] |
| 21 febbraio                                                                                               | 1989 †                                              | Taylor Swift              | 11            | 108.000       | [ 19 ] |
| 28 febbraio                                                                                               | If You're Reading This It's Too Late                | Drake                     | 1             | 535.000       | [ 20 ] |
| 7 marzo                                                                                                   | Smoke + Mirrors                                     | Imagine Dragons           | 1             | 195.000       | [ 21 ] |
| 14 marzo                                                                                                  | Dark Sky Paradise                                   | Big Sean                  | 1             | 173.000       | [ 22 ] |
| 21 marzo                                                                                                  | Piece by Piece                                      | Kelly Clarkson            | 1             | 97.000        | [ 23 ] |
| 28 marzo                                                                                                  | Empire: Original Soundtrack from Season 1           | Artisti vari              | 1             | 130.000       | [ 24 ] |
| 4 aprile                                                                                                  | To Pimp a Butterfly                                 | Kendrick Lamar            | 2             | 363.000       | [ 25 ] |
| 11 aprile                                                                                                 | To Pimp a Butterfly                                 | Kendrick Lamar            | 2             | 123.000       | [ 26 ] |
| 18 aprile                                                                                                 | The Album About Nothing                             | Wale                      | 1             | 100.000       | [ 27 ] |
| 25 aprile                                                                                                 | Furious 7: Original Motion Picture Soundtrack       | Artisti vari              | 1             | 111.000       | [ 28 ] |
| 2 maggio                                                                                                  | Handwritten                                         | Shawn Mendes              | 1             | 119.000       | [ 29 ] |
| 9 maggio                                                                                                  | Sound & Color                                       | Alabama Shakes            | 1             | 97.000        | [ 30 ] |
| 16 maggio                                                                                                 | Jekyll + Hyde                                       | Zac Brown Band            | 1             | 228.000       | [ 31 ] |
| 23 maggio                                                                                                 | Wilder Mind                                         | Mumford & Sons            | 1             | 249.000       | [ 32 ] |
| 30 maggio                                                                                                 | Pitch Perfect 2: Original Motion Picture Soundtrack | Artisti vari              | 1             | 107.000       | [ 33 ] |
| 6 giugno                                                                                                  | Blurryface                                          | Twenty One Pilots         | 1             | 147.000       | [ 34 ] |
| 13 giugno                                                                                                 | At. Long. Last. ASAP                                | ASAP Rocky                | 1             | 146.000       | [ 35 ] |
| 20 giugno                                                                                                 | How Big, How Blue, How Beautiful                    | Florence and the Machine  | 1             | 137.000       | [ 36 ] |
| 27 giugno                                                                                                 | Drones                                              | Muse                      | 1             | 84.000        | [ 37 ] |
| 4 luglio                                                                                                  | Before This World                                   | James Taylor              | 1             | 97.000        | [ 38 ] |
| 11 luglio                                                                                                 | Dark Before Dawn                                    | Breaking Benjamin         | 1             | 141.000       | [ 39 ] |
| 18 luglio                                                                                                 | Dreams Worth More Than Money                        | Meek Mill                 | 2             | 246.000       | [ 40 ] |
| 25 luglio                                                                                                 | Dreams Worth More Than Money                        | Meek Mill                 | 2             | 289.000       | [ 41 ] |
| A partire dal primo agosto 1º agosto 2015, la Billboard 200 raccoglie i dati nel periodo venerdì-giovedì. |                                                     |                           |               |               |        |
| 1º agosto                                                                                                 | Black Rose                                          | Tyrese                    | 1             | 77.000        | [ 42 ] |
| 8 agosto                                                                                                  | DS2                                                 | Future                    | 1             | 151.000       | [ 43 ] |
| 15 agosto                                                                                                 | Woman                                               | Jill Scott                | 1             | 62.000        | [ 44 ] |
| 22 agosto                                                                                                 | Descendants (Original TV Movie Soundtrack)          | Cast del film Descendants | 1             | 42.000        | [ 45 ] |
| 29 agosto                                                                                                 | Kill the Lights                                     | Luke Bryan                | 2             | 345.000       | [ 46 ] |
| 5 settembre                                                                                               | Kill the Lights                                     | Luke Bryan                | 2             | 99.000        | [ 47 ] |
| 12 settembre                                                                                              | Immortalized                                        | Disturbed                 | 1             | 98.000        | [ 48 ] |
| 19 settembre                                                                                              | Beauty Behind the Madness                           | The Weeknd                | 3             | 412.000       | [ 49 ] |
| 26 settembre                                                                                              | Beauty Behind the Madness                           | The Weeknd                | 3             | 145.000       | [ 50 ] |
| 3 ottobre                                                                                                 | Beauty Behind the Madness                           | The Weeknd                | 3             | 99.000        | [ 51 ] |
| 10 ottobre                                                                                                | What a Time to Be Alive                             | Drake e Future            | 1             | 375.000       | [ 52 ] |
| 17 ottobre                                                                                                | Fetty Wap                                           | Fetty Wap                 | 1             | 129.000       | [ 53 ] |
| 24 ottobre                                                                                                | Unbreakable                                         | Janet Jackson             | 1             | 116.000       | [ 54 ] |
| 31 ottobre                                                                                                | Revival                                             | Selena Gomez              | 1             | 117.000       | [ 55 ] |
| 7 novembre                                                                                                | Pentatonix                                          | Pentatonix                | 1             | 98.000        | [ 56 ] |
| 14 novembre                                                                                               | Sounds Good Feels Good                              | 5 Seconds of Summer       | 1             | 192.000       | [ 57 ] |
| 21 ottobre                                                                                                | Traveller                                           | Chris Stapleton           | 2             | 177.000       | [ 58 ] |
| 28 novembre                                                                                               | Traveller                                           | Chris Stapleton           | 2             | 124.000       | [ 59 ] |
| 5 dicembre                                                                                                | Purpose                                             | Justin Bieber             | 1             | 649.000       | [ 60 ] |
| 12 dicembre                                                                                               | 25                                                  | Adele                     | 10            | 3.480.000     | [ 61 ] |
| 19 dicembre                                                                                               | 25                                                  | Adele                     | 10            | 1.160.000     | [ 62 ] |
| 26 dicembre                                                                                               | 25                                                  | Adele                     | 10            | 728.000       | [ 63 ] |

Note:
1. 1 2  Ha raggiunto il numero uno anche nel 2014
2. ↑  Ha raggiunto il numero uno anche nel 2016